# کونبو بوتسوشی ایسون کانشین گاکوشوکی
کونبو بوتسوشی ایسون کانشین گاکوشوکی (به ژاپنی: 金剛仏子叡尊感身学正記) خودزندگی‌نامه ایسون بنیان‌گذار فرقه شینگون ریشو است. ایسون در سال ۱۲۸۵ در حالیکه در سن ۸۵ سالگی بود به مدت سه ماه این کتاب را نوشت و به پایان رساند.
از آنجایی که این کتاب براساس یادداشت‌های حفظ شده توسط خود وی نوشته شده‌است، جزئیات روشن و واضح است و تفاوت عمده ای بین مطالب این کتاب و سایر کتاب‌های تاریخی آن زمان وجود ندارد. این کتاب یکی از منابع مهم تاریخی در مورد بوداگرایی در دوره کاماکورا است.